# Salaise-sur-Sanne
Salaise-sur-Sanne è un comune francese di 4 270 abitanti situato nel dipartimento dell'Isère della regione dell'Alvernia-Rodano-Alpi.

## Società

### Evoluzione demografica
Abitanti censiti